# M142 HIMARS
M142 HIMARS (M142 High Mobility Artillery Rocket System) este un lansator de rachete multiplu ușor dezvoltat la sfârșitul anilor 1990 pentru armata Statelor Unite și montat pe un cadru de camion standard al familiei de vehicule tactice medii a armatei Statelor Unite (FMTV).